# Folies de femmes
Pour plus de détails, voir Fiche technique et Distribution.

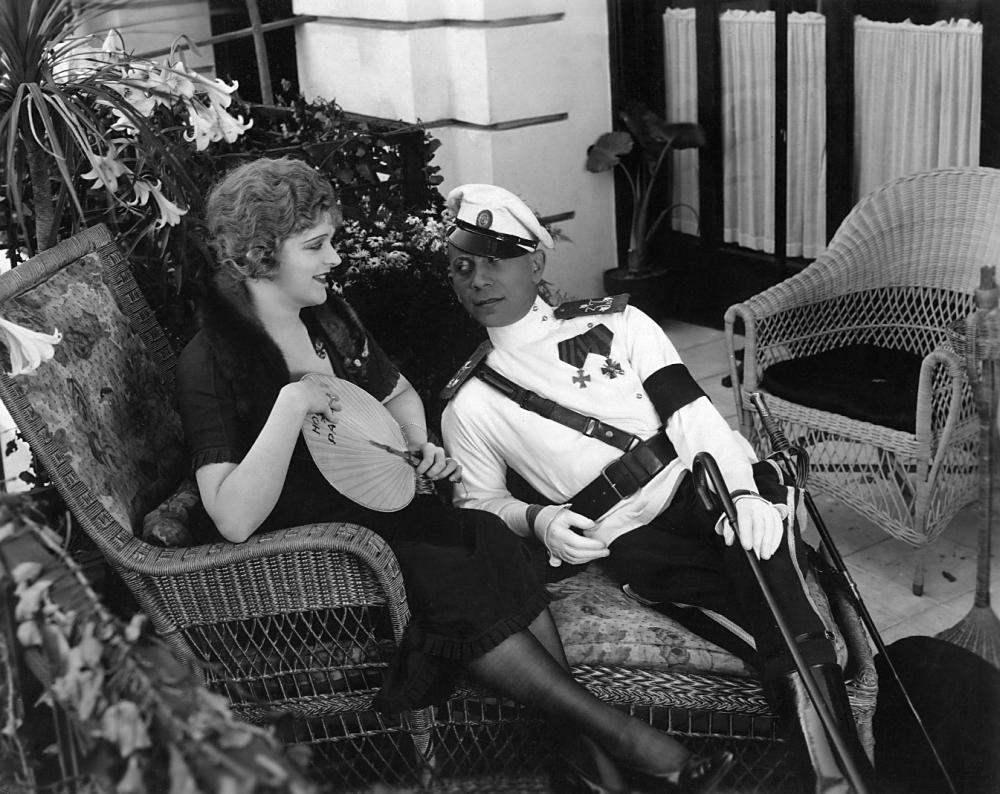
Le comte Karamzin (Erich von Stroheim) séduit Helen Hughes (Miss DuPont) dans Folies de femmes

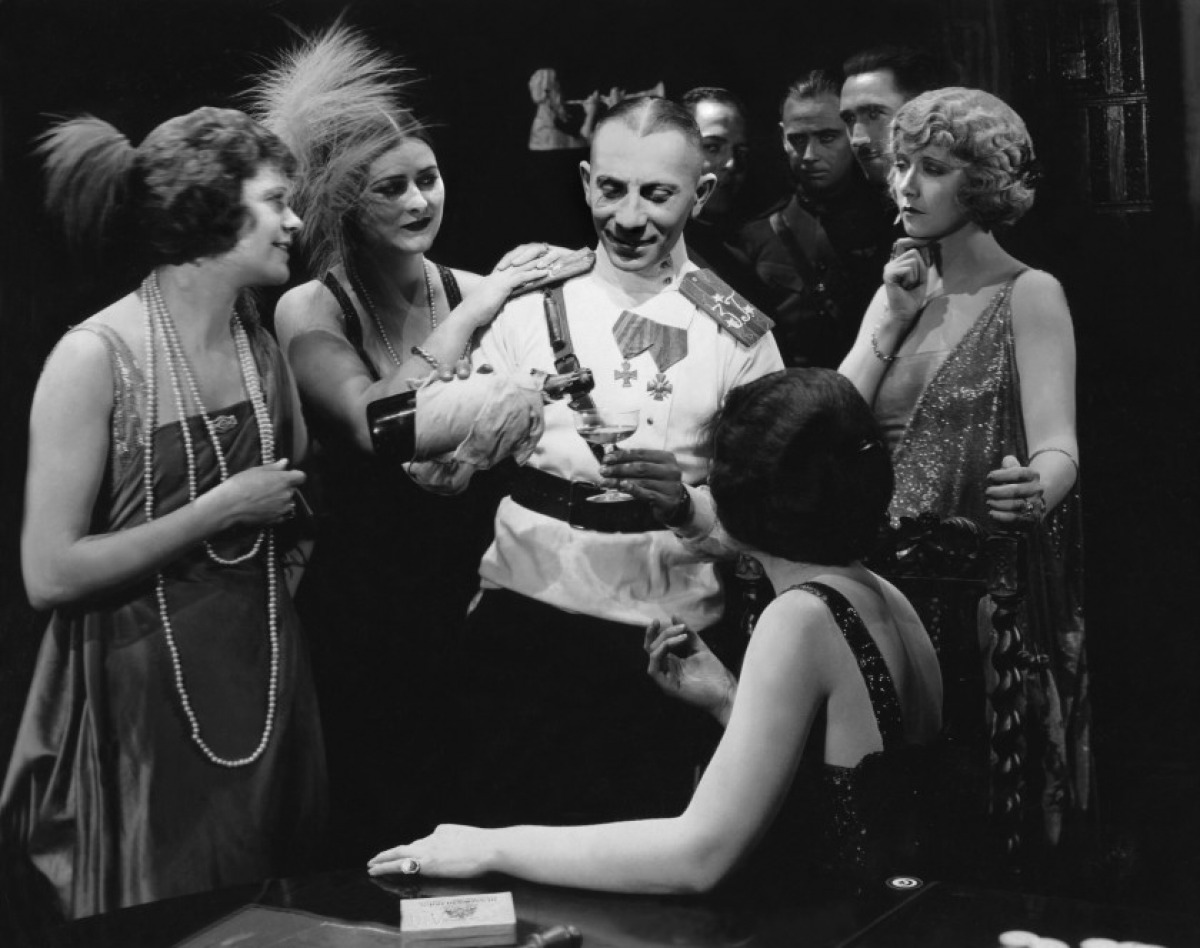
Mae Busch (à d.) et Erich von Stroheim dans Folies de femmes

Folies de femmes (Foolish Wives) est un film américain réalisé par Erich von Stroheim, sorti en 1922.
En 2008, le film est rentré dans le National Film Registry pour conservation à la Bibliothèque du Congrès aux États-Unis.

## Synopsis
Le faux comte Karamzin est un Don Juan qui vit d'escroqueries à Monte-Carlo, où il semble avoir dû s'exiler avec deux fausses princesses prétendument russes. Cet homme et ses deux complices féminines sont recherchés par la police pour usage de faux bons aux porteurs et organisation de casino clandestins. Ce comte imposteur tente néanmoins, avec l'aide de ses deux fausses cousines, de s'infiltrer dans la haute société sans en avoir vraiment les codes, qu'il mime cependant à la perfection par des gestes de courtoisie ou en feignant d'avoir de l'honneur. L'unique but du trio est de pouvoir s'emparer frauduleusement de sommes importantes, que ce soit auprès d'hommes influents ou de femmes trop crédules ou notoirement romantiques pour ne pas succomber à la tentation. Cet homme sans scrupules séduit, vole et trompe toute proie docile qui se trouve sur son passage : la femme de l'ambassadeur américain, sa propre femme de chambre et même la fille mentalement dérangée de son faux monnayeur. Mais la chance finit par tourner le dos au trio.

## Fiche technique
- Titre : Folies de femmes
- Titre original : Foolish Wives
- Réalisation : Erich von Stroheim
- Scénario : Erich von Stroheim
- Photographie : Ben F. Reynolds et William H. Daniels
- Montage : Erich von Stroheim
- Producteur : Irving Thalberg
- Société de production : Universal
- Décors : Richard Day
- Pays de production :  États-Unis
- Langue : Anglais américain
- Format : Noir et blanc — 35 mm — 1,33:1 —  Muet
- Genre : Drame, Thriller
- Durée : 117 minutes / 384 minutes (durée originelle) / 140 minutes (Ontario) / 107 minutes (Edition TCM)
- Dates de sortie : 
  - États-Unis : 11 janvier 1922

## Distribution
- Erich von Stroheim : Comte Serge Karamzin, Capitaine du 3e Régiment de Hussards de l'Armée Impériale de Russie
- Maude George : Princesse Olga Petchnikoff
- Mae Busch : Princesse Vera Petchnikoff
- Rudolph Christians : Andrew J. Hughes, Ambassadeur des États-Unis à Monaco
- Miss DuPont : Helen Hughes, la femme de l'Ambassadeur
- Dale Fuller : Maruschka, la servante
- Albert Edmondson : Pavel Pavlich, le majordome
- Cesare Gravina : Cesare Ventucci, le faussaire
- Malvina Polo : Marietta, la fille du faussaire
- C.J. Allen : Albert Ier, Prince de Monaco

Acteurs non crédités
- Nigel De Brulier : Monk
- Robert Edeson : Andrew J. Hughes en tant que doublure de Rudolph Christians (après le décès de celui-ci)
- Louise Emmons : Mère Garoupe
- Harrison Ford : Le soldat indélicat
- Valerie Germonprez : Extra
- Louis K. Webb : Docteur Judd
- Mrs. Kent : La femme du Docteur Judd
- Mme. Kopetzky : L'actrice
- Mary Philbin : La fille estropiée
- Edward Reinach : Le Secrétaire d'État monégasque

## À noter
- Rudolph Christians, un des acteurs principaux interprétant Mr Hughes l'ambassadeur Américain, mourut d'une pneumonie (le 7 février 1921[1]) au cours du tournage. Il fut donc doublé par Robert Edeson pour le reste des scènes qui restaient à filmer. Quoique ressemblant beaucoup à Rudolph Christians, celui-ci dut toutefois tourner le plus souvent possible dos à la caméra. La substitution reste cependant visible, car la doublure Robert Edeson a des cheveux plus sombres que son prédécesseur.
- Stroheim tourna un scénario de 6 heures, mais Carl Laemmle imposa un montage d'environ 130 minutes. Deux ans plus tard, Stroheim allait s'affronter avec Irving Thalberg sur Les Rapaces (Greed) dans de plus amples proportions.
- Erich von Stroheim est considéré comme le premier maître de l'ironie de l'Histoire du cinéma[2].
- A la demande de l'orchestre de Mulhouse, une partition a été écrite par Olivier Dartevelle en 2017 permettant de donner ce film en ciné-concert. un reportage de France 3 illustre cette création.

## Récompenses et distinctions
- National Film Preservation Board en 2008.